# Liefenroth
Liefenroth ist ein Ortsteil der Stadt Gummersbach im Oberbergischen Kreis im Regierungsbezirk Köln in Nordrhein-Westfalen. 

## Geographie
Das Dorf liegt im Tal des Strombachs an einem Ostausläufer des Hundsknochen (357 m ü. NN). Die den Ort durchquerende Kreisstraße K 41 verbindet ihn mit den Ortsteilen Vollmerhausen im Süden und Hardt-Hanfgarten im Norden.

## Geschichte
Liefenroth wurde wohl wie viele andere Rodungsorte im 10./11. Jahrhundert als Einzelhof begründet. 1542 fand der Ort erstmals urkundliche Erwähnung, als Martyn und weitere Einwohner to Leyfflynckroede in der Türkensteuerliste aufgeführt wurden.
Ältere Quellen sprechen von der Existenz einer Kapelle, deren Standort jedoch nicht mehr verifiziert werden kann; ebenso wenig wie der eines Stabhammers am Ort. Besser belegt ist hingegen der Betrieb einer Branntweinbrennerei um 1830.
In der zweiten Hälfte des 18. Jahrhunderts hatte Liefenroth etwa 40 Einwohner, etwa ebenso viele Einwohner wie Dieringhausen. Während jedoch Dieringhausen, ein im Aggertal gelegener Ortsteil, ab Ende des 19. Jahrhunderts im Zuge der Industrialisierung bis 1910 auf das 35fache anwuchs, stagnierte die Bevölkerungszahl Liefenroths im gleichen Zeitraum bei 67.

## Kultur
Alljährlich richtet die Dorfgemeinschaft Liefenroth das Dorffest mit dem „Krampenschießen“ aus.